# Destiny Chukunyere

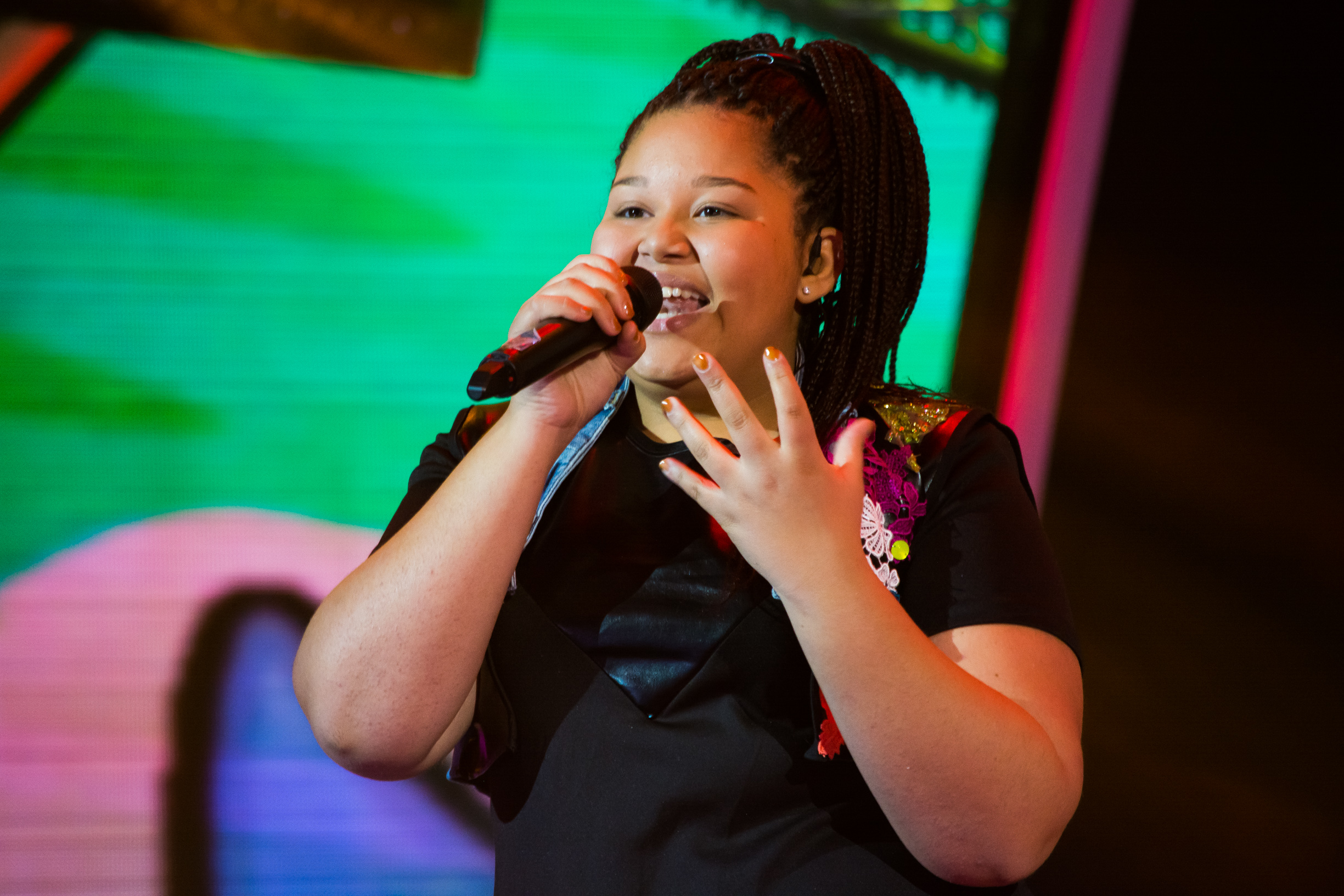
Destiny Chukunyere beim Junior Eurovision Song Contest 2015

Destiny Chukunyere, auch bekannt als Destiny, M.Q.R. (* 29. August 2002 in Birkirkara, Malta) ist eine maltesische Sängerin. Sie gewann den Junior Eurovision Song Contest 2015 in Sofia mit ihrem Lied Not my Soul. Sie vertrat Malta beim Eurovision Song Contest 2021 in Rotterdam und erreichte mit dem Song Je me casse den 7. Platz.

## Leben und Karriere

### Familie und Beginn der Karriere
Destiny Chukunyere wurde am 29. August 2002 geboren. Ihr Vater, der ehemalige Fußballspieler Ndubisi Chukunyere, stammt aus Nigeria, ihre Mutter ist Maltesin. Sie hat zwei jüngere Geschwister, eine Schwester namens Melody und einen Bruder namens Isaiah.
Chukunyere nahm an verschiedenen Gesangswettbewerben teil, unter anderem dem Festival Kanzunetta Indipendenza 2014, wo sie mit dem Lied Festa t'Ilwien den dritten Platz belegte. Außerdem gewann sie das Asterisks Music Festival und 2013 SanRemo Junior in Italien.

### Junior Eurovision Song Contest 2015
Am 11. Juli 2015 gewann Destiny Chukunyere mit ihrer Darbietung von Aretha Franklins Think den maltesischen Vorentscheid für den Junior Eurovision Song Contest 2015. Sie war selbst in das Schreiben ihres Lieds Not My Soul involviert, das von Elton Zarb und Muxu geschrieben wurde. Am 21. November 2015 gewann Chukunyere mit 185 Punkten den Junior Eurovision Song Contest in Sofia, Bulgarien. Dies stellte einen neuen Punkterekord dar.
Infolge des Siegs wurden Chukunyere und ihrem Team am 13. Dezember 2015 die Verdienstmedaille Midalja ghall-Qadi tar-Repubblika verliehen.

### Karriere seit 2015
2017 nahm Chukunyere an der elften Staffel von Britain’s Got Talent teil, wo sie im Halbfinale ausschied.
Beim Eurovision Song Contest 2019 trat sie als Begleitsängerin für die maltesische Sängerin Michela Pace und deren Lied Chameleon auf. Das Lied erreichte den 14. Platz.

### Eurovision Song Contest 2020/2021
2019 wurde bekanntgegeben, dass Destiny Chukunyere an der zweiten Staffel von X Factor Malta teilnehmen würde. Dort war sie in der Gruppe Girls, die von Ira Losco betreut wurde. Am 8. Februar 2020 gewann sie den Wettbewerb und sollte Malta mit ihrem Lied All of My Love beim Eurovision Song Contest 2020 vertreten. Der Wettbewerb musste aber am 18. März 2020 aufgrund der COVID-19-Pandemie abgesagt werden. Daraufhin wurde Destiny intern für den Eurovision Song Contest 2021 ausgewählt. Ihr Beitrag mit dem Titel Je me casse wurde am 15. März 2021 veröffentlicht. Beim Eurovision Song Contest erreichte Destiny mit dem Song den 7. Platz im Finale.
In der ersten Staffel von The Voice Kids Malta 2022/23 war Destiny eine der Coaches.

## Diskografie

### Alben
- 2023: Forever Away

### Singles
- 2014: Festa t’Ilwien
- 2015: Not My Soul
- 2016: Embrace
- 2016: Fast Life (Ladidadi)
- 2020: All of My Love (mit B-OK)
- 2021: Je me casse (#17 der deutschen Single-Trend-Charts am 28. Mai 2021[8])